# Natívitas, Tlaxcala
Natívitas är en ort i Mexiko.   Den ligger i kommunen Natívitas och delstaten Tlaxcala, i den sydöstra delen av landet, 90 km öster om huvudstaden Mexico City. Natívitas ligger 2 199 meter över havet och antalet invånare är 1 421.
Terrängen runt Natívitas är en högslätt. Runt Natívitas är det tätbefolkat, med 709 invånare per kvadratkilometer. Närmaste större samhälle är Cholula, 18,8 km söder om Natívitas. Omgivningarna runt Natívitas är en mosaik av jordbruksmark och naturlig växtlighet.